# Andrei Jurjewitsch Urnow
Andrei Jurjewitsch Urnow (russisch Андрей Юрьевич Урнов; * 10. November 1937 in Moskau) ist ein sowjetischer und russischer Diplomat und Staatsmann. Er ist der ältere Bruder des Wirtschafts- und Politikwissenschaftlers Mark Jurjewitsch Urnow.

## Leben
Urnows Mutter ist eine ehemalige Theaterschauspielerin der Sowjetarmee. Nach der Geburt ihres ersten Sohnes Mark begann sie, an der Schtschukin-Theaterschule Sprechunterricht zu geben. Urnows Vater war Mikroskopiker. Sein Großvater väterlicherseits war Chirurg. Sein Großvater mütterlicherseits war Lehrer.
Im Jahr 1961 schloss Urnow das Staatliche Moskauer Institut für Internationale Beziehungen ab. Anschließend war er stellvertretender internationaler Abgeordneter der Kommunistischen Partei der Sowjetunion.
Ab 1990 arbeitete Urnow im Ministerium für auswärtige Angelegenheiten der UdSSR. Vom 15. August 1990 bis 5. Juli 1994 war er außerordentlicher und bevollmächtigter Botschafter der Sowjetunion bzw. ab 1991 Russlands in Namibia. Anschließend übte Unow das Boschafteramt vom 13. September 1994 bis 12. November 1998 in Armenien aus.
Seit Dezember 1988 ist er amtierender Direktor der Abteilung für Beziehungen zu den Föderationssubjekten, dem Parlament und den sozialen und politischen Organisationen des russischen Außenministeriums. Urnow ist zudem Sonderbeauftragter des russischen Außenministeriums und Leiter der Arbeitsgruppe für den Status des Kaspischen Meeres.
Urnow ist verheiratet und hat zwei Söhne.